# 黑森的阿格尼絲
黑森的阿格尼絲（德語：Agnes von Hessen，1527年5月31日—1555年11月4日），薩克森選侯夫人，黑森伯爵菲利普一世的女兒。

## 家庭
1541年，阿格尼絲與當時的薩克森公爵、日後的薩克森選侯莫里茲結婚，兩人共有1子1女：
1. 安娜（1544年—1577年），奧蘭治親王妃
2. 阿爾布雷希特（1545年—1546年），夭折